# Редень (Страшенський район)
Редень (рум. Rădeni) — село у Страшенському районі Молдови. Адміністративний центр однойменної комуни, до складу якої також входять села Дрегушень та Замчоджі.

## Населення
За даними перепису населення 2004 року у селі проживали 979 осіб.
Національний склад населення села:
| Національність   | Кількість осіб | Відсоток   |
| ---------------- | -------------- | ---------- |
| молдавани румуни | 929 38         | 94,9% 3,9% |
| росіяни          | 5              | 0,5%       |
| українці         | 4              | 0,4%       |
| болгари          | 3              | 0,3%       |
| Всього           | 979            | 100%       |